# Congreso Internacional de Mujeres

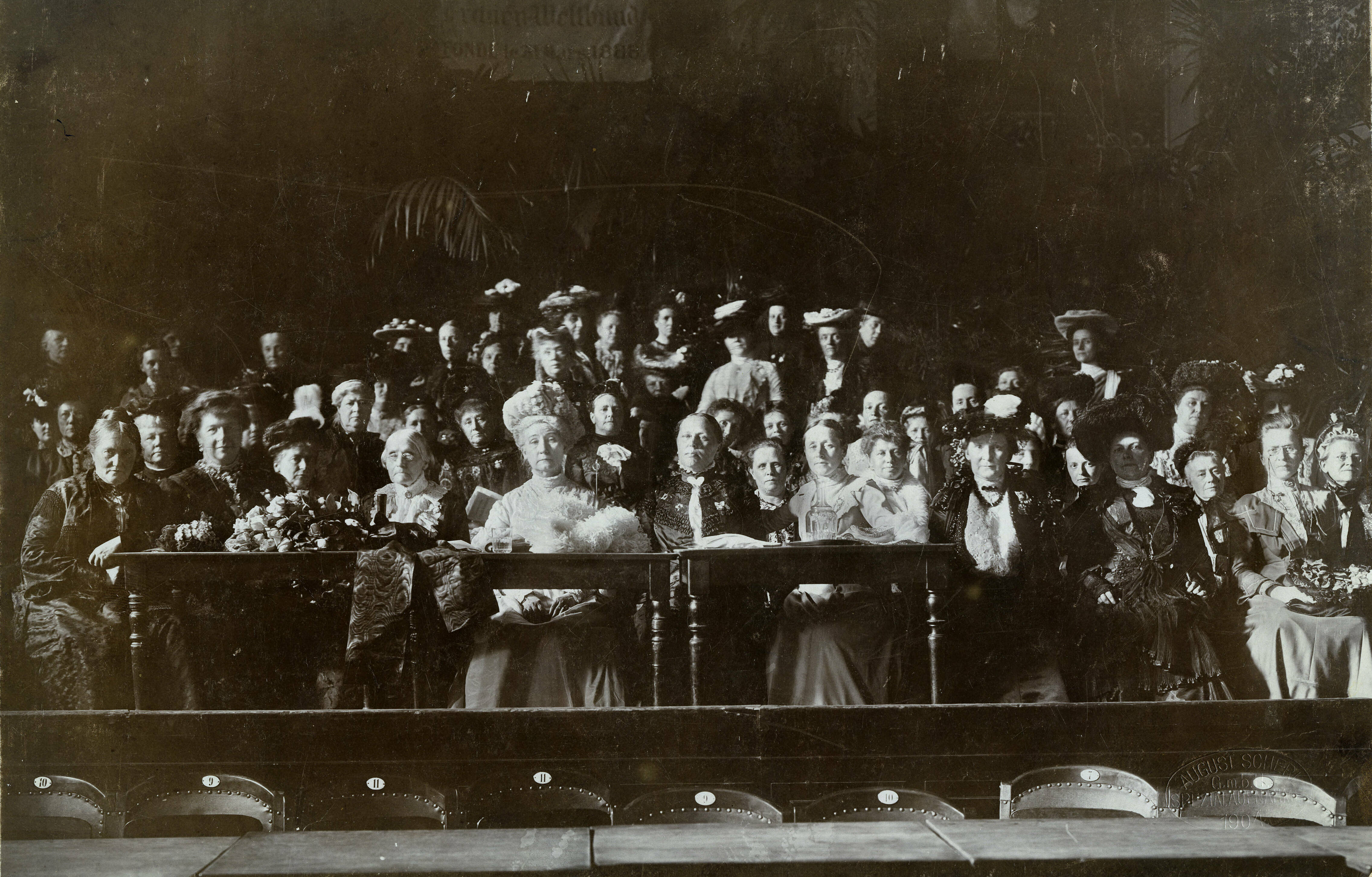
Conferencia de Berlín en 1904

El Congreso Internacional de Mujeres se creó para que los grupos de los movimientos sufragistas femeninos existentes pudieran reunirse con otros grupos de mujeres de todo el mundo. Sirvió para que las organizaciones de mujeres de todo el país establecieran medios formales de comunicación y para que las mujeres tuvieran más oportunidades de plantear las grandes cuestiones relacionadas con el feminismo de la época. El congreso ha sido utilizado por una serie de eventos feministas y pacifistas desde 1878. Algunos grupos que participaron en los primeros congresos fueron el Consejo Internacional de Mujeres (ICW, por sus siglas en inglés), la Alianza Internacional de Mujeres (IAW) y la Liga Internacional de Mujeres por la Paz y la Libertad (WILPF).

## París, 1878
El primer Congreso Internacional de los Derechos de la Mujer se reunió en París en 1878 con motivo de la tercera Exposición Universal de París. Se trata de un acontecimiento histórico al que asistieron numerosas representantes, y en el que se aprobaron siete resoluciones, empezando por la idea de que "la mujer adulta es igual al hombre adulto". El tema del sufragio femenino se evitó deliberadamente en el congreso, ya que era demasiado controvertido y no contaba con el apoyo de todas las asistentes. La periodista y feminista francesa Hubertine Auclert escribió un discurso pidiendo el derecho al voto para las mujeres francesas, pero no se le permitió presentarlo en el congreso. Emily Venturi pronunció un memorable discurso de clausura, en el que declaró:
La noche pasada, un caballero que parecía un poco escéptico sobre las ventajas de nuestro congreso me preguntó: "Bueno, señora, ¿qué gran verdad han proclamado ustedes al mundo?". Le contesté: "Señor, hemos proclamado que la mujer es un ser humano". Se rió. Pero, Madame, eso es una perogrullada'. Así es; pero cuando esta perogrullada... sea reconocida por las leyes humanas, la faz del mundo se transformará. Ciertamente, entonces no será necesario que nos reunamos en el congreso para exigir los derechos de la mujer. Karen Offen, European Feminisms: A Political History, 1700-1950, 2000

## Londres, 26 de junio-7 de julio de 1899
En 1899, el Congreso Internacional de Mujeres se reunió junto con el Consejo Internacional de Mujeres en el marco de su segunda reunión quinquenal. El congreso se dividió en 5 secciones, cada una con su propia área de programación: Educación, Profesional, Política, Social e Industrial y Legislativa. Las actas del encuentro fueron publicadas por la entonces condesa de Aberdeen, que era presidenta del Consejo Internacional de Mujeres en el momento del congreso, junto con el Informe de las actas del Segundo Encuentro Quinquenal del Congreso Internacional de Mujeres.

## Berlín, junio de 1904
Esta conferencia se centró en cuatro secciones principales: educación, trabajo social/instituciones, la posición legal de las mujeres (especialmente el sufragio) y las profesiones/oportunidades laborales disponibles para las mujeres. Las responsables del Consejo Alemán de Mujeres se encargaron de esta conferencia, en la que se fundó la Alianza Internacional para el Sufragio Femenino (IWSA, por sus siglas en inglés). Mary Church Terrell, cofundadora y primera presidenta de la Asociación Nacional de Mujeres de Color en Washington D. C., fue la única mujer negra que estuvo presente y habló en esta conferencia, y también acudió a la conferencia de Zúrich en 1919. En la conferencia de Berlín, Mary Church Terrell pronunció su discurso titulado “Progress and Problems of Colored Women" (El progreso y los problemas de las mujeres de color).

## Ámsterdam, junio de 1908
Entre las numerosas asistentes a la convocatoria de Ámsterdam del Congreso Internacional de Mujeres se encontraba Isabella Ford. Otra figura importante del movimiento feminista de principios del siglo XX que intervino en esa conferencia fue la sufragista estadounidense Carrie Chapman Catt. Durante su intervención en la conferencia habló de la importancia de que la historia de las mujeres forme parte de la historia del mundo.
Las mujeres viajaron desde Sudáfrica y Australia para asistir a esta conferencia en Ámsterdam y conocer todo lo relativo al Congreso Internacional de Mujeres. También acudió un delegado masculino de la Men's League for Women's Enfranchisement de Gran Bretaña. (véase Liga de Hombres por el Sufragio de las Mujeres)

## Toronto, 24-30 de junio de 1909
Este congreso se celebró bajo los auspicios del Consejo Nacional de Mujeres de Canadá, inmediatamente después de la cuarta reunión quinquenal del Consejo Internacional de Mujeres. Se celebraron sesiones sobre educación, arte, salud, industrias, leyes relativas a las mujeres y los niños, literatura, profesiones para mujeres, trabajo social y reforma moral. Entre las oradoras más destacadas se encontraban Jane Addams, Elizabeth Cadbury, Anna Hvoslef, Millicent Leveson-Gower, duquesa de Sutherland, Rosalie Slaughter Morton, Eliza Ritchie, Alice Salomon y May Wright Sewall.

## Estocolmo, junio de 1911
Esta conferencia fue dirigida por la sufragista estadounidense Carrie Chapman Catt. Fue en esta conferencia en Estocolmo (1911) donde ocho hombres se unieron y formaron la Alianza Internacional de Hombres por el Sufragio Femenino. Los ocho hombres que formaron esa alianza procedían de Gran Bretaña, Estados Unidos, Francia, Alemania y Holanda.

## La Haya, Países Bajos 28 de abril-1 de mayo de 1915[15]

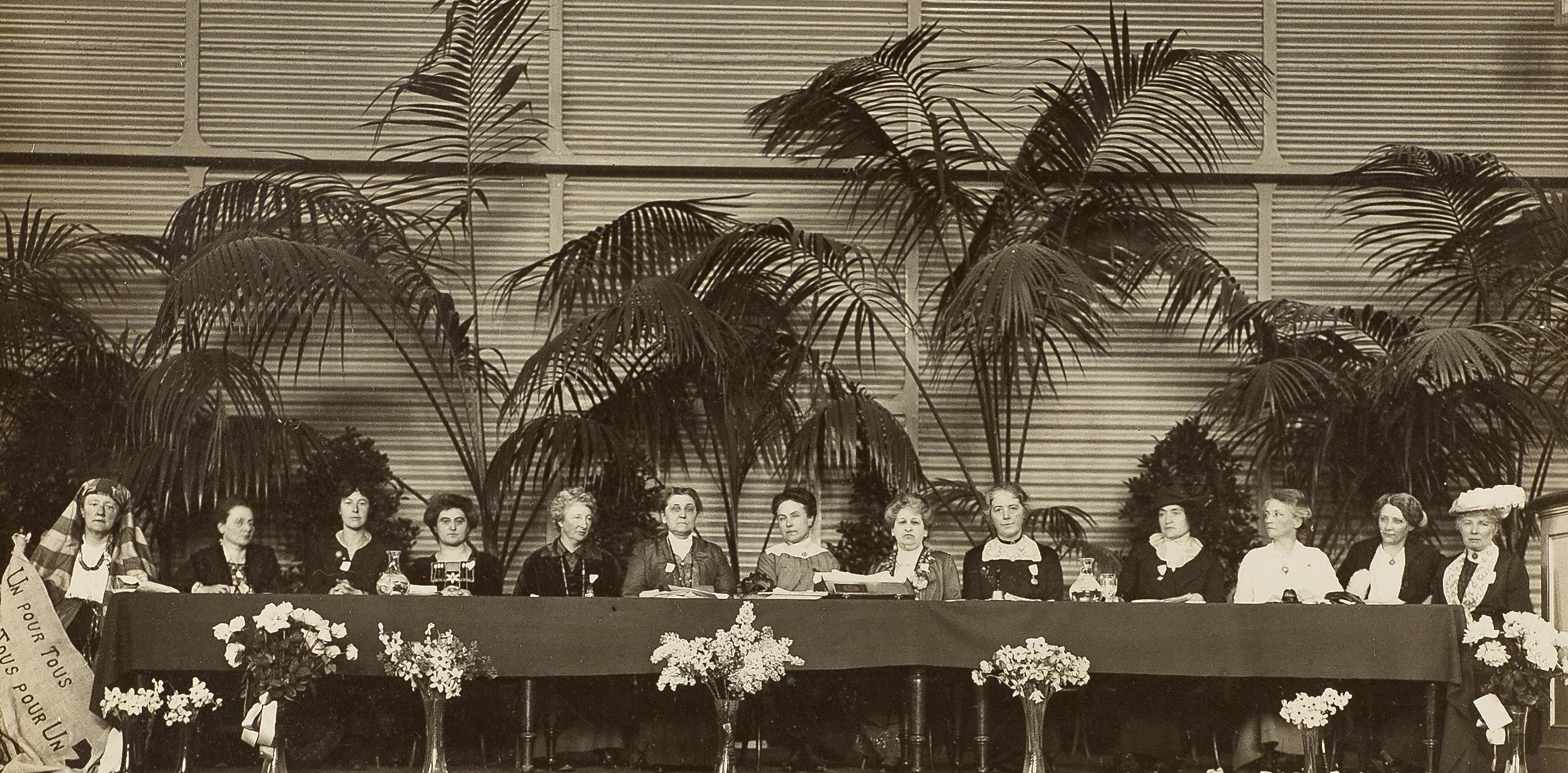
Congreso Internacional de Mujeres en 1915. De izquierda a derecha:1. Lucy Thoumaian - Armenia, 2. Leopoldine Kulka, 3. Laura Hughes - Canadá, 4. Rosika Schwimmer - Hungría, 5. Anita Augspurg - Alemania, 6. Jane Addams - USA, 7. Eugenie Hanner, 8. Aletta Jacobs - Países Bajos, 9. Chrystal Macmillan - Reino Unido, 10. Rosa Genoni - Italia, 11. Anna Kleman - Suecia, 12. Thora Daugaard - Dinamarca, 13. Louise Keilhau - Noruega

En el momento en que se planificó esta conferencia, la Primera Guerra Mundial estaba muy avanzada y la conferencia debía celebrarse en Berlín en 1915, pero la contienda alteró esos planes. Aunque la situación bélica pudo haber provocado el traslado de la conferencia, fue la propia guerra la que inspiró la celebración de este congreso. Este encuentro (más conocido como el Congreso de Mujeres por la Paz o simplemente el Congreso de La Haya) formaba parte del emergente movimiento de mujeres por la paz. Más de 1.300 representantes de 12 países se reunieron en este congreso para discutir y redactar propuestas -basadas en tácticas de negociación- para poner fin a la Primera Guerra Mundial. Tres de las principales delegadas de Estados Unidos que asistieron a la conferencia fueron la ganadora del Premio Nobel de la Paz Jane Addams, que acudió como presidenta del Partido de Mujeres por la Paz (que fue el precursor de la Liga Internacional de Mujeres por la Paz y la Libertad) y las también ganadoras del Premio Nobel de la Paz Emily Greene Balch y Alice Hamilton.
Otras participantes fueron Lida Gustava Heymann, una de las 28 delegadas de Alemania; Emmeline Pethick-Lawrence, Emily Hobhouse y Chrystal Macmillan, de Gran Bretaña; Rosika Schwimmer, una pacifista y feminista húngara que ganó el Premio Mundial de la Paz en 1937; la médica Aletta Jacobs, de Holanda, fue otra de las voces de esta conferencia que habló con otras mujeres europeas sobre la promoción de la paz, así como la escritora sueca Emilia Fogelklou. Aletta Jacobs se convirtió en una gran defensora contra la guerra en 1914 y pidió a otras mujeres de todo el mundo que hicieran lo mismo. Ella fue la que invitó al Partido de Mujeres por la Paz a la conferencia en los Países Bajos, donde Jane Addams facilitó la reunión y reclutó a diferentes grupos de mujeres para que presentaran sus versiones de resoluciones pacíficas en diferentes países. Además, asistieron 9 danesas, entre las que se encontraban Henriette Crone.
Rosa Genoni fue la única delegada de Italia que asistió a esta conferencia. Representaba a una serie de organizaciones feministas italianas, y fue una de las delegadas designadas como enviadas a visitar a los gobiernos beligerantes y no beligerantes después del Congreso para abogar por el cese de la guerra.
La delegación sueca estuvo compuesta por 12 delegadas y estuvo encabezada por Anna Kleman. Entre las delegadas suecas en el congreso de La Haya estaban Nina Benner-Anderson, Emilia Fogelklou, Elin Wägner y Matilda Widegren. 
Las francesas, durante este tiempo, optaron por no participar en este evento; declararon su intención de no asistir ni apoyar el Congreso, y no asistió ninguna. La delegación británica prevista, compuesta por 180 personas, se vio muy reducida por la suspensión por parte del gobierno británico del servicio de ferries comerciales entre Folkestone y Flushing, y por su reticencia a expedir pasaportes a las personas propuestas.
En septiembre de 1915, una delegación viajó a Estados Unidos para reunirse con el presidente Woodrow Wilson y presentarle la propuesta de una "Liga de Países Neutrales" que pudiera ayudar a mediar para terminar la guerra.

## Zúrich, mayo de 1919
Esta conferencia se celebró al mismo tiempo que la Conferencia de Paz de París y acogió a más de 200 mujeres procedentes de 17 naciones. Uno de los miembros comentó que la delegación alemana estaba "marcada y ajada por el hambre y las penurias, y apenas se las reconocía". En esta ocasión, las mujeres del Congreso Internacional de Mujeres se reagruparon para formar una nueva organización, la Liga Internacional de Mujeres por la Paz y la Libertad (WILPF). Los principales objetivos establecidos en la conferencia de Zúrich se basaban en la promoción de la paz, la creación de la igualdad y el establecimiento de prácticas que permitieran unir al mundo. Jane Addams fue la coordinadora de la reunión del congreso de Zúrich. Fue en esta reunión donde la WILPF explicó su punto de vista sobre cómo el Tratado de Versalles podía haber puesto fin a la Primera Guerra Mundial, pero se basaba en planes que podían conducir a otra guerra.

## Viena, julio de 1921
Este congreso terminó con una breve resolución titulada "Revisión de los tratados de paz":
Creyendo que los Tratados de Paz contienen las semillas de nuevas guerras, este Congreso declara que es necesaria una revisión de los Tratados de Paz, y resuelve hacer de este objeto su principal tarea.